# Ermelo

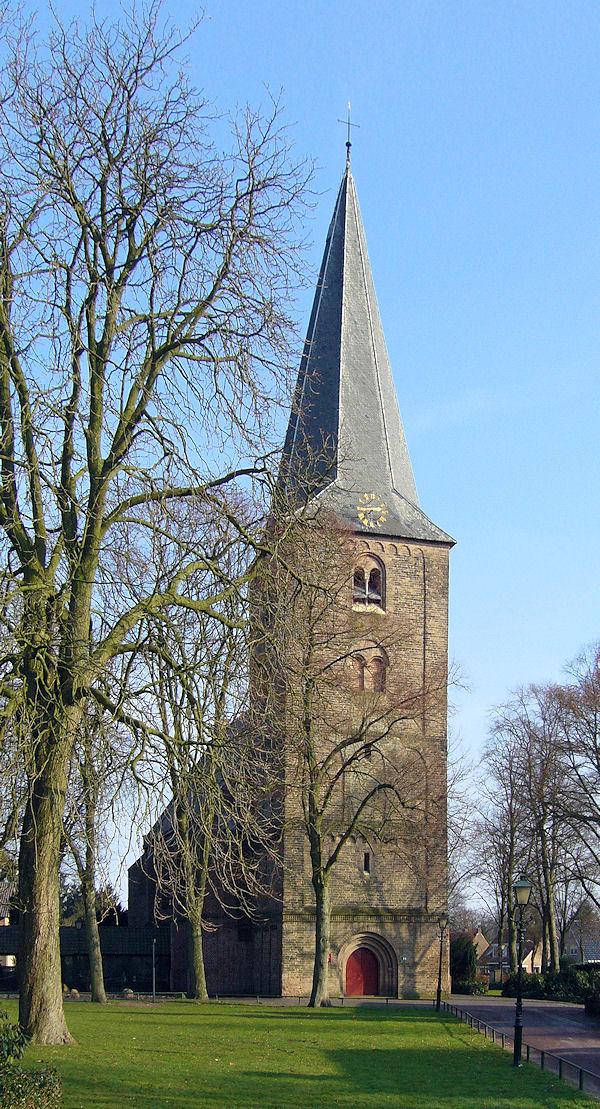

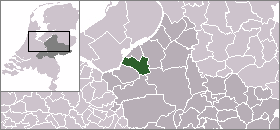
Ermelos läge

Ermelo är en kommun i provinsen Gelderland i Nederländerna. Kommunens totala area är 87,38 km² (där 1,72 km² är vatten) och invånarantalet är på 26 417 invånare (2005).